# Masgouf

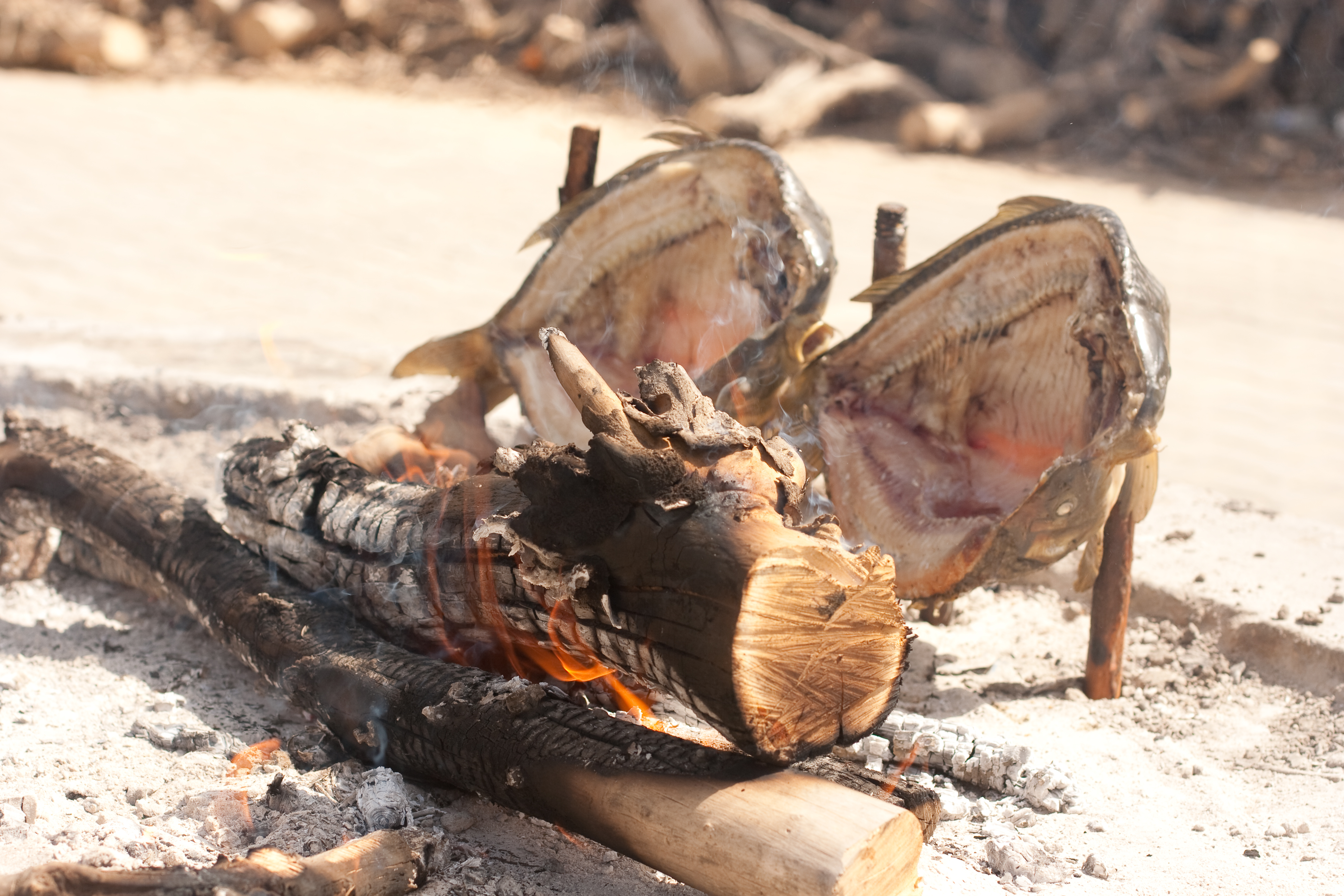
Cá chép nướng củi

Masgouf (tiếng Ả rập: المسكوف) là một món ăn của người dân vùng Lưỡng Hà cổ xưa làm từ cá chép nướng tẩm gia vị gồm dầu ô liu, muối, nước chanh và nướng bằng vỉ nướng có quai trên lửa củi hay than. Masgouf thường được coi là món ăn quốc gia của Iraq. Đây là món ăn truyền thống của Iraq được nhiều người biết tới. Thành phố thủ đô của Iraq là Baghdad tự hào là nơi làm ra món Masgouf ngon nhất, nằm ở quận Abu Nawas trên bờ sông Tigris, dành riêng cho món ăn này. Masguf hiện cũng được tìm thấy ở Damascus do có nhiều người Iraq sống ở đó sau cuộc xâm lược Iraq năm 2003 của Mỹ và liên quân.
Masguf được cho là món ăn nổi tiếng nhất của Iraq, nó cũng là món luôn được các chính khách Iraq phục vụ hàng đầu cho các phái đoàn nước ngoài đến thăm đất nước. Hai người hâm mộ đáng chú ý của món ăn này được cho là cựu Tổng thống Pháp Jacques Chirac và Vladimir Zhirinovsky cựu chủ tịch của Duma Quốc gia Nga Cá chép tươi sống được mổ ra và ướp một loại nước sốt hỗn hợp trước khi đem nướng. Hỗn hợp này thường bao gồm dầu ô liu, muối, me và nghệ. Cá được nướng trên một kiểu bếp than đặc biệt. Khi chín giòn, cá sẽ được bày lên đĩa và trang trí rau củ xung quanh. Cá chín có mùi thơm hấp dẫn, thường ăn kèm rau thơm, chanh và được dùng cùng cơm. 